# Боелештское сражение
Боелештское сражение (Сражение при Боелештах) — эпизод русско-турецкой войны 1828—1829 годов. Сражение произошло 14 (26) — 15 (27) сентября 1828 года вокруг румынского селения Боелешты.

## Предыстория сражения

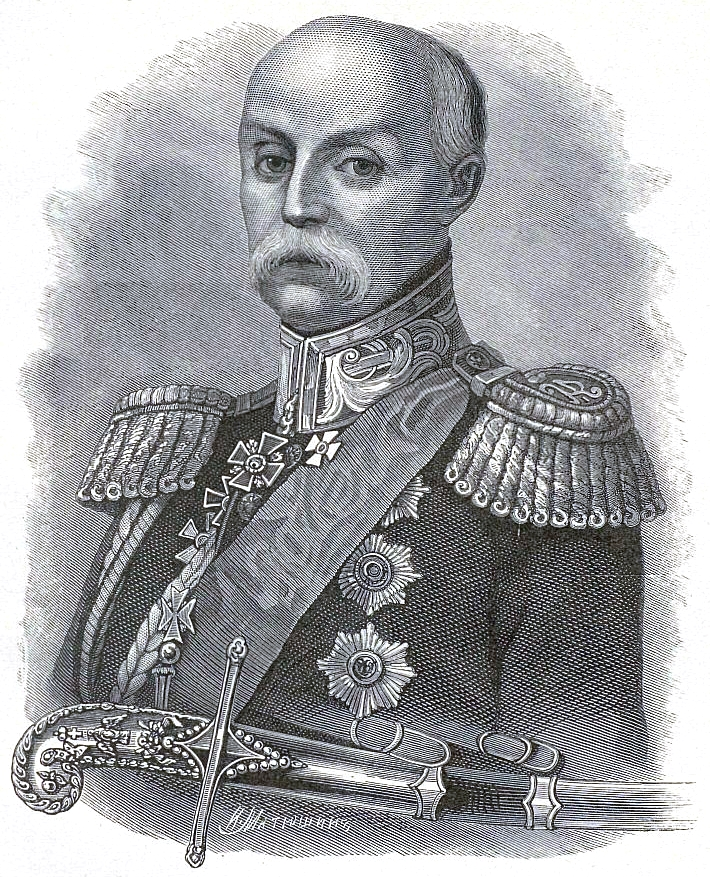
Командующий Ф. К. Гейсмар

Весной 1828 года передовой отряд генерала Ф. К. Гейсмара послан был на правый фланг русской армии для прикрытия основных сил от возможных действий турок из задунайских крепостей. Простояв лето под Калафатом напротив турецкой крепости Видин, Гейсмар в начале сентября получил известие, что сераскир Видинской — трёхбунчужный паша Ибрагим — получил значительные подкрепления и намерен вторгнуться в Малую Валахию. Гейсмар вынужден был отступить на пол дороги от Видина к Крайове — в село Чорой, что приблизительно в 50 верстах к востоку о Калафата и — в 8 верстах к северо-востоку от селения Боелешти (современное название — Бэйлешти).
Силы его отряда составляли тогда 4 батальона пехоты Томского, Колыванского и 34-го егерского полков, 7 эскадронов драгун — 4 Каргопольского и 3 Новороссийского драгунских полков, — и Донской казачий полк полковника Золотарёва 4-го. Имелся валашский отряд добровольцев Георге Магеру. Всего около 4 тысяч человек при 14 полевых орудиях.
13 (25) сентября было получено известие, что сераскир Видинской с 30 тысячами войск — из них половина конницы, при 30 артиллерийских орудиях, — перешёл Дунай и достиг селения Маглавит. Утром 26 сентября турки явились в Боелешти и начали укреплять свою позицию.
С учётом стратегической и тактической ситуации генерал Гейсмар принял решение атаковать противника несмотря на его превосходящие силы и более выгодную — равнина между Чороем и Боелешти совершенно плоская, с возвышением у Боелешти — позицию: чтобы поразить и рассеять утомлённые 50-верстным переходом турецкие силы быстрым, если не внезапным, нападением.

## Ход сражения
В 10 часов утра 14 (26) сентября 1828 года построенные клином русские войска с кавалерией и казаками на флангах двинулись от Чороя к Боелешти, которого достигли к 14 часам. Два батарейных орудия центра немедленно открыли огонь по турецким позициям, турки ответили изо всех 30 орудий, укрытых за небольшими высотками. Гейсмар попытался выполнить правым флангом своего отряда обход левофланговых турецких позиций, чтобы угрожать сообщению неприятеля с Видном. В ответ на это сераскир бросил всю свою кавалерию — около 10 тысяч человек — на правый фланг отряда — каре Томского пехотного полка. Прикрывая пехоту, 2-й дивизион (3-й и 4-й эскадроны) Каргопольского драгунского полка под командованием подполковника И. К. фон Лешерна — при поддержке 1 эскадрона Новороссийского драгунского полка и казаков, — контратаковали турок во фланг и, опрокинув, преследовали неприятельскую конницу на некоторое расстояние. Русская пехота продолжила движение вперёд, дав возможность артиллерии занять позиции на возвышенностях для обстрела турецких укреплений.

Тем временем, отброшенная турецкая кавалерия скрытно — за строениями Боелешти — переместилась на правый фланг позиции сераскира, и всей оставшейся массой атаковала казаков и другую часть Новороссийского полка вдоль дороги на Чорой. По сути, сераскир зеркально повторил изначальные действия Гейсмара. Пользуясь своим огромным численным преимуществом, особенно над кавалерийскими частями русских, турецкая кавалерия попыталась обойти отряд Гейсмара и захватить его обоз в селении Чорой.
Гейсмар ответил фланговым ударом 1-го дивизиона каргопольских драгун под командованием полкового командира полковника Глазенапа. Не выдержав второй фланговой атаки, турецкая кавалерия была разорвана надвое, и — при поддержке новороссийских драгун резерва под водительством графа А. П. Толстого и каре гренадер при двух орудиях, — совершенно отброшена за Боелешти. Так окончилась первая часть боя.
В наступившей темноте генерал Гейсмар решился ударить на турецкие позиции ещё раз, дабы довершить начатое днём. Успеху способствовала беспечность турок, не потрудившихся даже выставить аванпосты. Видимо, они твёрдо рассчитывали на русское отступление. Около 8 часов вечера 8 двухротных колонн русской пехоты двинулись на неприятеля. 6 непосредственно атаковали противника, а 2 резервные готовились к охвату правого крыла турецкой позиции. Кавалерия и артиллерия в общих густых колоннах двигались следом. Первые же выстрелы повергли стоявшую впереди позиции лагерем турецкую кавалерию в совершенное смятение. Сам Ибрагим-паша бежал к Видину верхом, большинство его ближайших помощников последовали примеру начальника. Большую часть остальных беглецов перехватила отправленная Гейсмаром для того в тыл туркам при начале сражения кавалерия.
Однако, турецкая пехота сумела лучше приготовиться к встрече с русскими войсками. На окраине Боелешти завязался упорный кровопролитный бой. Когда ряды турок были рассеяны, а их артиллерия — захвачена, — часть турецких пехотинцев отказалась от предложенной им сдачи в плен, укрывшись в домах Боелешти. Гренадерский резерв вынужден был очистить селение в рукопашном бою. К 4 часам утра 15 (27) сентября турецкий лагерь был окружён и захвачен.

## Последствия сражения
Турки потеряли не менее 2 тысяч убитыми только в самом селении Боелешти. Пленены были 507 человек, 24 знамени, 5 пороховых ящиков, 24 подводы боевого запаса и 400 — с фуражом и съестными припасами. Все лагерные принадлежности достались победителям. В особенности ценным трофеем был походный архив сераскира, где — среди прочих бумаг — захвачено было личное письмо султана с планом действий войск Ибрагим-паши. Отряд Гейсмара предлагалось уничтожить, Малую Валахию — разорить, и далее действовать в тыл главным силам русской армии. Всего этого удалось избежать благодаря храбрым и решительным действиям барона Гейсмара и вверенных ему войск.
Утром 15 (27) сентября отряд Гейсмара — проделав ночью, немедленно по окончании сражения, около 30 вёрст, — взял штурмом Калафат, заставив турок уйти на западный берег Дуная — в Видин.
За этот бой Гейсмар пожалован был генерал-адъютантом Его Императорского Величества, а ряд офицеров награждён орденами св. Георгия, св. Владимира, св. Анны и св. Станислава. Также орденом св. Анны и золотой саблей от русского командования был награждён известный борец за независимость Валахии, национальный герой Румынии Георге Магеру. Каргопольский драгунский полк награждён знаками «За отличие» на каски и шапки. Казачий полк Золотарёва в 1831 году награждён простым знаменем «За отличие в турецкую войну в 1828 и 1829 годах». Впоследствии статус знамени повышен до Георгиевского.
Русские военные историки отмечали ценность Боелештского сражения как с точки зрения стратегии, так и тактического искусства.